# (34030) Tabuchi
2000 OM26 (asteroide 34030) é um asteroide da cintura principal. Possui uma excentricidade de 0.13096070 e uma inclinação de 5.51365º.
Este asteroide foi descoberto no dia 23 de julho de 2000 por LINEAR em Socorro.